# Eleana Yu
Eleana Yu (* 8.  November 2004 in Cincinnati, Ohio) ist eine US-amerikanische Tennisspielerin.

## Karriere
Yu spielt vor allem auf der ITF Junior World Tennis Tour und der ITF Women’s World Tennis Tour, wo sie bislang aber noch keinen Titel gewinnen konnte.
2021 erhielt sie eine Wildcard für das Hauptfeld der LTP Tennis $60K 2021, einem mit 60.000 US-Dollar dotierten ITF-Turnier. Sie verlor aber bereits in der ersten Runde gegen Alycia Parks mit 3:6, 6:3 und 3:6. Anschließend erhielt sie eine Wildcard für die Qualifikation zu den Tennis in the Land 2021, einem Turnier der WTA Tour. Sie verlor aber ebenfalls bereits in der ersten Runde gegen Nagi Hanatani mit 3:6, 6:2 und 2:6.

## Persönliches
Eleana ist die Tochter von Wei und Chao Yu. Sie hat einen älteren Bruder Kevin Yu und die Familie lebt in Mason, Ohio.